# Cena Olgy Havlové

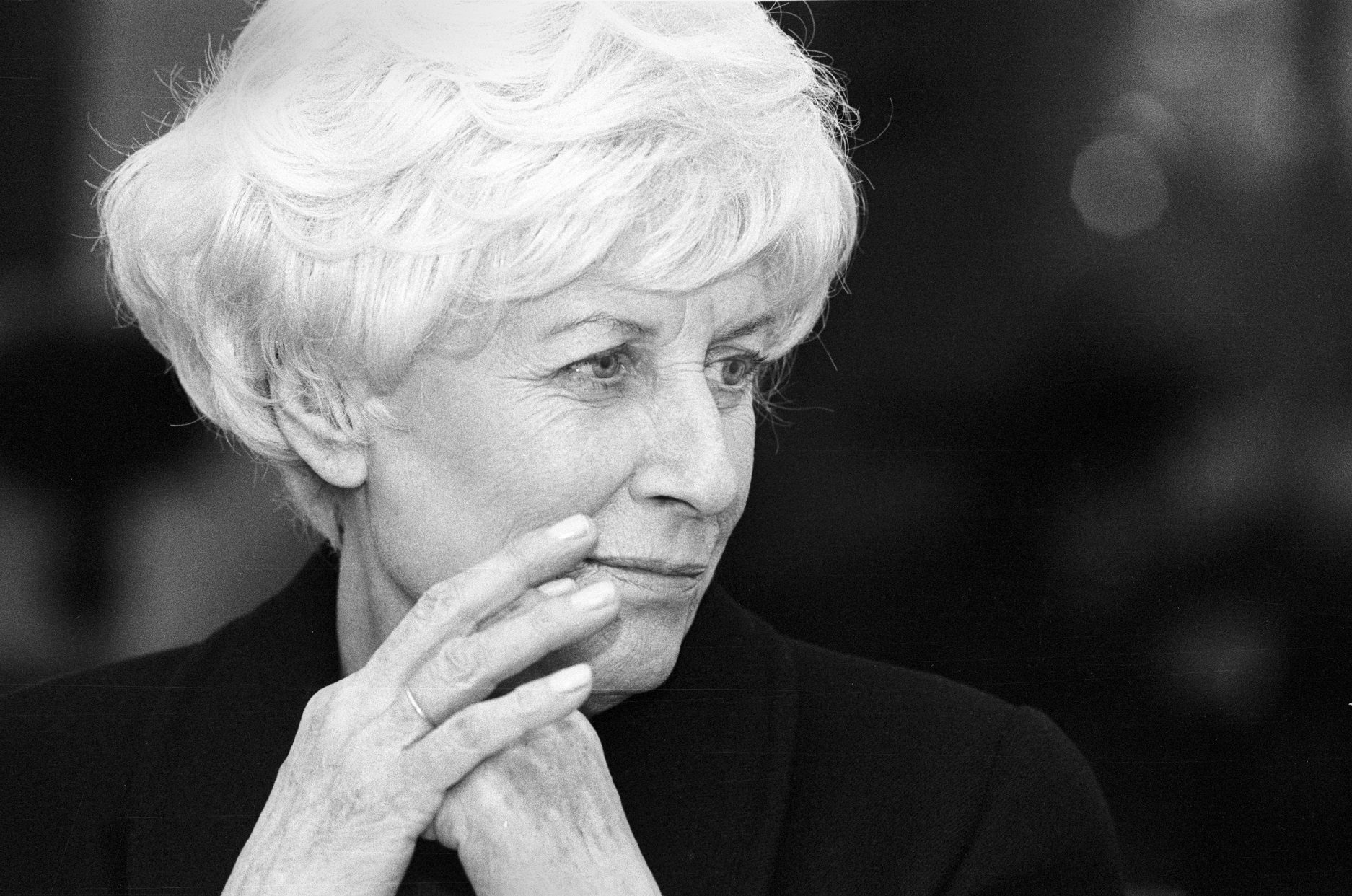
Olga Havlová (kolem roku 1995)

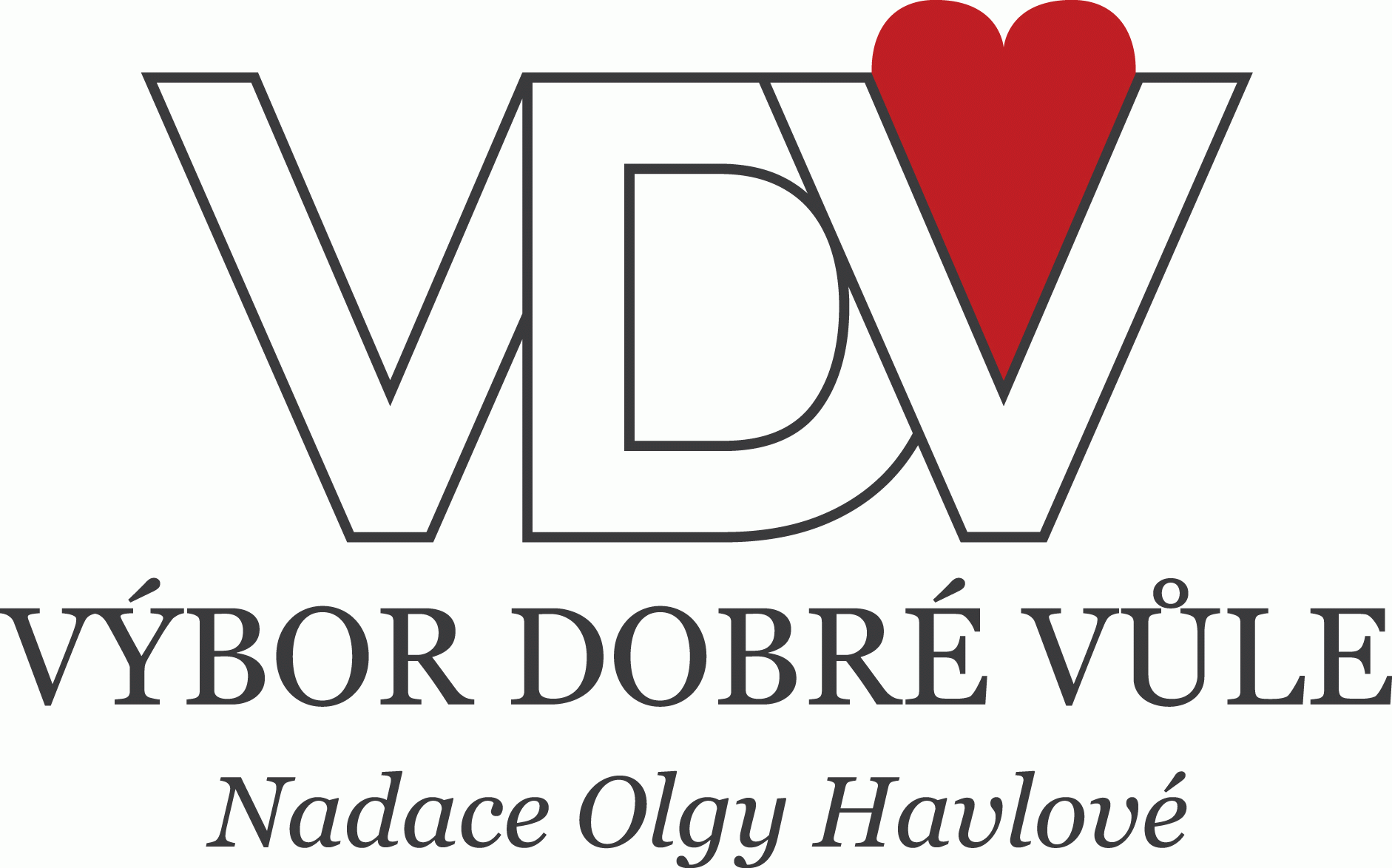
Logo VDV

Cena Olgy Havlové byla poprvé vyhlášena paní Olgou Havlovou v roce 1995 s cílem upozornit na život lidí se zdravotním postižením, kteří se vyrovnali se svým handicapem a pomáhají druhým lidem. Cenu každoročně v květnu nebo červnu uděluje Výbor dobré vůle – Nadace Olgy Havlové (VDV). Paní Olga se zúčastnila pouze prvního ročníku udělování ceny – v lednu roku 1996 zemřela. Cena Olgy Havlové se tak stala i vzpomínkou na osobnost, která se vždy zastávala práv ohrožených občanů.
Velice důležitou součástí projektu Cena Olgy Havlové je propagace občanských sdružení, která stojí za každým konkrétním vyznamenaným člověkem. Oceněný získá též plastiku Povzbuzení, kterou vytvořil Olbram Zoubek.

## Cíle projektu Cena Olgy Havlové
- ocenění vynikajících jednotlivců a sdružení v péči o zdravotně postižené[1]
- propagace úlohy nestátních neziskových organizací v České republice[1]
- poděkování dárcům, spolupracovníkům a dobrovolníkům[1]
- propagace činnosti Výboru dobré vůle – Nadace Olgy Havlové prostřednictvím zahraničních sesterských organizací a významných dárců

## Výběr kandidátů na Cenu Olgy Havlové
Jednotlivé kandidáty na ocenění může navrhnout kterýkoliv občan České republiky či organizace. Například při udělování ceny za rok 2010 se sešlo celkem 17 návrhů, v roce 2013 34 návrhů, v roce 2018 31 návrhů. O konkrétním držiteli rozhodne porota pověřená správní radou Výboru dobré vůle – Nadace Olgy Havlové.
Od roku 2017 je také udělována „Cena veřejnosti“. Tu obdrží nominovaná osoba na základě on-line hlasování na webových stránkách.

## Nositelé Ceny Olgy Havlové
Od roku 1995 cenu obdrželi:
- 1995 – Ing. Jana Hrdá[4]
- 1996 – Vojtěch Volejník[5]
- 1997 – Iveta Pešková[6]
- 1998 – Martina Langrová[7]
- 1999 – Jana Koželská a JUDr. Pavel Ptáčník[8]
- 2000 – Petr Dědeček[9]
- 2001 – Anica Dvořáková[10]
- 2002 – Jiří Šedý[11]
- 2003 – Viktorie Bartoníčková[12]
- 2004 – Josef Selichar[13]
- 2005 – svépomocná skupina Zrcadlo[14]
- 2006 – Lenka Hegrová[15]
- 2007 – Jiří Herynek[16]
- 2008 – JUDr. Jan Hutař[17]
- 2009 – Jana Hejzlarová[18]
- 2010 – MUDr. Jiří Kříž[19]
- 2011 – Mgr. Věra Strnadová[20]
- 2012 – Mgr. Josef Kočí[21]
- 2013 – Alena Jančíková[22]
- 2014 – Ladislav Dohnal[23]
- 2015 – Olga Joklová ml.[24]
- 2016 – Václav Fanta[25]
- 2017 – Naděžda Nováková[26]
- 2018 – Pavel Šturm[27]
- 2019 – Tereza Nagyová[28]
- 2020 – Martina Půtová[29]
- 2021 – Marek Navrátil[30]
- 2022 – Dita Horochovská[31]
- 2023 – Filip Pšenčík[32]
- 2024 – Doris Průšová[33][34][35]
- 2025 – Lukáš Kroupa[36][37][38]

## Nositelé Ceny veřejnosti
Od roku 2017 cenu obdrželi:
- 2017 – Michal Šimůnek[39]
- 2018 – Martin Kabát[40]
- 2019 – Josef Cerha[41]
- 2020 – Vladimír Mikuláš[42]
- 2021 – Zuzana Nemčíková[43]
- 2022 – Martin Škurek[31]
- 2023 – Heřman Volf[32]
- 2024 – Michaela Linková[44][45]
- 2025 – Hana Petrová[36][38]